# Parc national Alerce Andino
Le parc national Alerce Andino est un parc national situé dans les Andes, dans la région des Lacs au Chili. Ce parc national s'étend sur 393 km2. On trouve des forêts de Fitzroya cupressoides (connues localement sous le nom d'Alerce) au centre du parc. De plus, il abrite des espèces telles que le pudu, le Monito del Monte et le chat de Geoffroy.
Il fait partie depuis 2007 de la réserve de biosphère des forêts tempérées humides des Andes australes, avec les parcs nationaux Puyehue et Vicente Pérez Rosales.  Il est administré par la Corporación Nacional Forestal.